# Tersanne
Ne doit pas être confondu avec Tersannes.
Tersanne est une commune française située dans le département de la Drôme, en région Auvergne-Rhône-Alpes.

## Géographie

### Localisation
Tersanne se situe en Drôme des collines, dans le Nord du département.

La commune est à environ 55 km au sud de Lyon, 55 km à l'ouest de Grenoble et une trentaine de kilomètres au nord-est de Valence.
Par la route, la commune est à un peu plus de 20 km au nord de Romans-sur-Isère, 20 km à l'est de Saint-Vallier, 15 km au nord de Saint-Donat-sur-l'Herbasse et une douzaine de kilomètres du Grand-Serre (chef-lieu du canton).

### Relief et géologie
Sites particuliers :

#### Géologie
Présence d'une couche de sel d'origine marine (1400 m). Elle est utilisée aujourd'hui pour stocker du gaz naturel (voir plus bas, paragraphe industrie).

### Hydrographie
La commune est arrosée par les cours d'eau suivants :
- la Vermeille (Sandre[3]) ;
- l'Égout, affluent de la Vermeille ;
- le Lézard, affluent de la Vermeille ;
- le Murel ;
- Ruisseau d'Ambouchet.

### Climat
Pour des articles plus généraux, voir Climat d'Auvergne-Rhône-Alpes et Climat de la Drôme.
En 2010, le climat de la commune est de type climat méditerranéen altéré, selon une étude du Centre national de la recherche scientifique s'appuyant sur une série de données couvrant la période 1971-2000. En 2020, Météo-France publie une typologie des climats de la France métropolitaine dans laquelle la commune est dans une zone de transition entre le climat de montagne et le climat méditerranéen et est dans la région climatique  Moyenne vallée du Rhône, caractérisée par un bon ensoleillement en été (fraction d’insolation > 60 %), une forte amplitude thermique annuelle (4 à 20 °C), un air sec en toutes saisons, orageux en été, des vents forts (mistral), une pluviométrie élevée en automne (250 à 300 mm). 
Pour la période 1971-2000, la température annuelle moyenne est de 11 °C, avec une amplitude thermique annuelle de 18 °C. Le cumul annuel moyen de précipitations est de 998 mm, avec 8,6 jours de précipitations en janvier et 5,4 jours en juillet. Pour la période 1991-2020, la température moyenne annuelle observée sur la station météorologique de Météo-France la plus proche, « Saint-Christophe-L_sapc », sur la commune de Saint-Christophe-et-le-Laris à 5 km à vol d'oiseau, est de 11,9 °C et le cumul annuel moyen de précipitations est de 1 004,4 mm,. Pour l'avenir, les paramètres climatiques de la commune estimés pour 2050 selon différents scénarios d'émission de gaz à effet de serre sont consultables sur un site dédié publié par Météo-France en novembre 2022.

### Voies de communication et transports
Tersanne est traversé par la route départementale 121 reliant la commune de Hauterives au nord et Margès au sud.
La commune est desservie par la ligne d'autobus N°12, Romans-sur-Isère - Le Grand-Serre - Beaurepaire (Isère).
La gare de Saint-Vallier-sur-Rhône, à un peu plus de 15 km, permet d'accéder au réseau ferroviaire régional de l'axe Paris-Lyon-Marseille et la gare de Valence TGV située à environ 30 km de Tersanne, donne accès au réseau ferroviaire à grande vitesse.

## Urbanisme

### Typologie
Au 1er janvier 2024, Tersanne est catégorisée commune rurale à habitat dispersé, selon la nouvelle grille communale de densité à 7 niveaux définie par l'Insee en 2022.
Elle est située hors unité urbaine et hors attraction des villes,.

### Occupation des sols
L'occupation des sols de la commune, telle qu'elle ressort de la base de données européenne d’occupation biophysique des sols Corine Land Cover (CLC), est marquée par l'importance des territoires agricoles (73,4 % en 2018), une proportion sensiblement équivalente à celle de 1990 (74,1 %). La répartition détaillée en 2018 est la suivante : zones agricoles hétérogènes (45,6 %), forêts (24 %), prairies (16,1 %), terres arables (11,8 %), zones industrielles ou commerciales et réseaux de communication (2,6 %). L'évolution de l’occupation des sols de la commune et de ses infrastructures peut être observée sur les différentes représentations cartographiques du territoire : la carte de Cassini (XVIIIe siècle), la carte d'état-major (1820-1866) et les cartes ou photos aériennes de l'IGN pour la période actuelle (1950 à aujourd'hui).

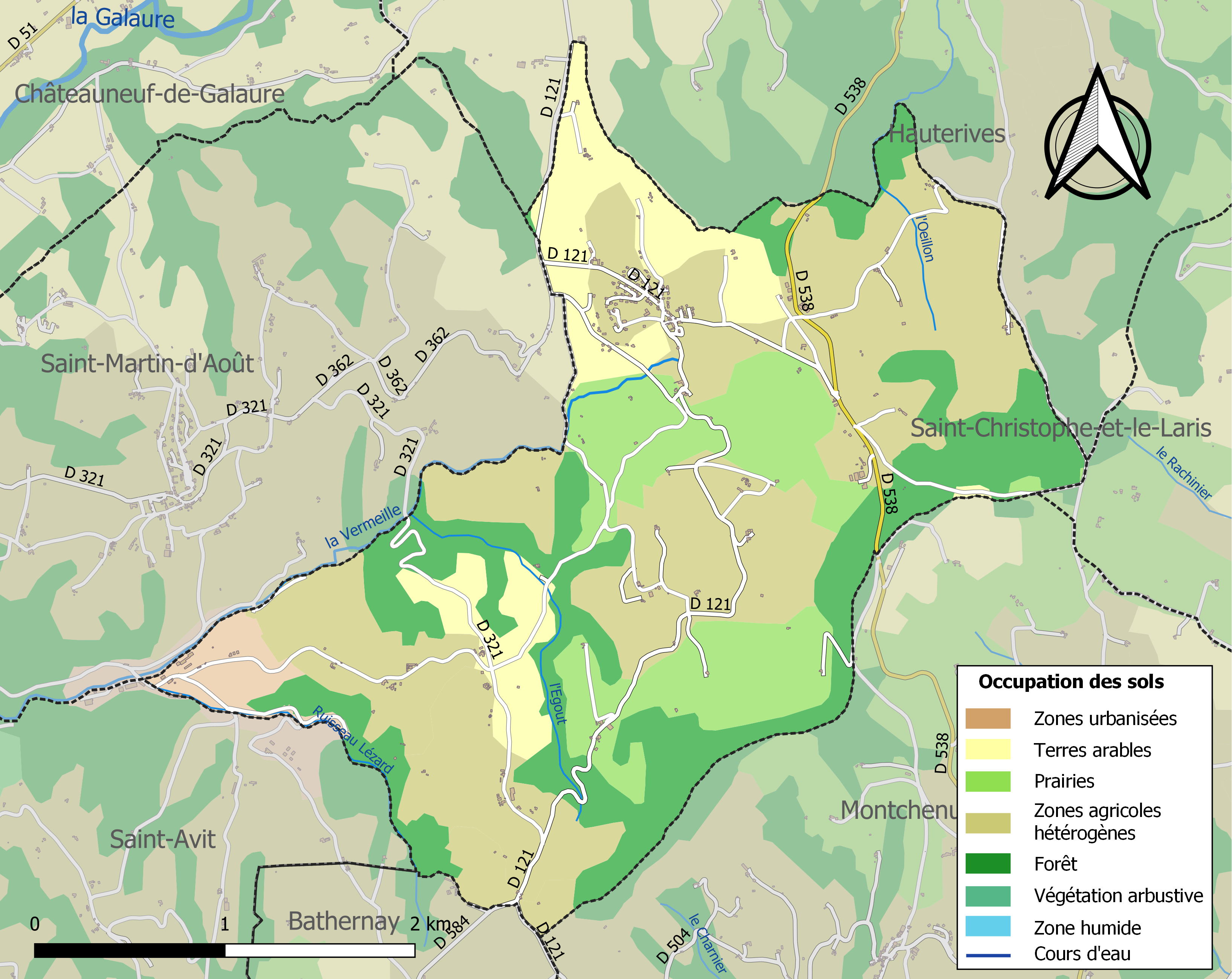
Carte des infrastructures et de l'occupation des sols de la commune en 2018 (CLC).

### Morphologie urbaine
Village à demi-perché.

#### Quartiers, hameaux et lieux-dits
Site Géoportail (carte IGN) :
- Ambouchet (est)
- Ambouchet (ouest)
- Bois des Montgalières
- Chassonnage
- Combe Lézard
- Combe Vermeille
- la Croix Galant
- la Pierrote
- le Coteau Damas
- le Malfas
- le Notaire
- le Sabot Bonneton
- les Comballes
- les Commères
- les Faiteaux
- les Ferlais
- les Gaillards
- les Massiers
- les Millouds
- les Nivons
- les Ponçons
- les Sables
- les Simians
- les Turpins
- Radier

## Toponymie

### Attestations
Dictionnaire topographique du département de la Drôme :
- 1200 : Tercina (Brizard, Gén. de Beaumont, II, 10).
- XIIIe siècle : mention de l'église paroissiale Saint-Romain : ecclesia parrochialis Sancti Romani Tersane (pouillé de Vienne, 22).
- 1403 : Tercine (archives de la Drôme, E 3560).
- 1514 : Tarsanam (terrier du Laris).
- 1521 : mention de la paroisse : ecclesia Tersanae (pouillé de Vienne).
- 1594 : Tersane (archives de la Drôme, E 3564).
- 1891 : Tersane, commune du canton du Grand-Serre.

(non daté)[réf. nécessaire] : Tersanne.

## Histoire

### Du Moyen Âge à la Révolution
La seigneurie : au point de vue féodal, Tersanne faisait partie de la terre et du mandement d'Hauterives.
Avant 1790, Tersanne était une paroisse du diocèse de Vienne et de la communauté d'Hauterives dont l'église était dédiée à saint Romain. Les dîmes appartenaient au chapitre de Vienne qui présentait à la cure.

#### Lamet
Au XIVe siècle, l'éditeur des pouillés de la province ecclésiastique de Vienne pense que Lamet, localité dont il est question dans ces pouillés, était alors le chef-lieu de la paroisse de Tersanne mais l'appendice du même pouillé infirme cette information en mentionnant l'existence de l'église de Tersanne dès la fin du XIIIe siècle.

### De la Révolution à nos jours
En 1790, la paroisse est comprise dans la commune d'Hauterives.
Le 16 juillet 1878, la paroisse de Tersanne en est distraite pour former une commune distincte du canton du Grand-Serre.

## Politique et administration

### Liste des maires
| Période                                                | Période                        | Identité        | Étiquette | Qualité       |
| ------------------------------------------------------ | ------------------------------ | --------------- | --------- | ------------- |
| Les données manquantes sont à compléter. : depuis 1878 |                                |                 |           |               |
| 1878                                                   | 1884                           | ?               |           |               |
| 1884                                                   | 1888                           | ?               |           |               |
| 1888                                                   | 1892                           | ?               |           |               |
| 1892                                                   | 1896                           | ?               |           |               |
| 1896                                                   | 1900                           | ?               |           |               |
| 1900                                                   | 1904                           | ?               |           |               |
| 1904                                                   | 1908                           | ?               |           |               |
| 1908                                                   | 1912                           | ?               |           |               |
| 1912                                                   | 1919                           | ?               |           |               |
| 1919                                                   | 1925                           | ?               |           |               |
| 1925                                                   | 1929                           | ?               |           |               |
| 1929                                                   | 1935                           | ?               |           |               |
| 1935                                                   | 1945                           | ?               |           |               |
| 1945                                                   | 1947                           | ?               |           |               |
| 1947                                                   | 1953                           | ?               |           |               |
| 1953                                                   | 1959                           | ?               |           |               |
| 1959                                                   | 1965                           | ?               |           |               |
| 1965                                                   | 1971                           | ?               |           |               |
| 1971                                                   | 1977                           | ?               |           |               |
| 1977                                                   | 1983                           | ?               |           |               |
| 1983                                                   | 1989                           | ?               |           |               |
| 1989                                                   | 1995                           | ?               |           |               |
| 1995                                                   | 2001                           | ?               |           |               |
| 2001                                                   | 2008                           | ?               |           |               |
| 2008                                                   | 2014                           | Maurice Chorier |           |               |
| 2014                                                   | 2020                           | Daniel Arnaud   |           | retraité      |
| 2020                                                   | En cours (au 17 décembre 2020) | Daniel Arnaud   |           | maire sortant |

### Finances locales
Finances locales de Tersanne de 2000 à 2018.

## Population et société

### Démographie
L'évolution du nombre d'habitants est connue à travers les recensements de la population effectués dans la commune depuis 1881. Pour les communes de moins de 10 000 habitants, une enquête de recensement portant sur toute la population est réalisée tous les cinq ans, les populations de référence des années intermédiaires étant quant à elles estimées par interpolation ou extrapolation. Pour la commune, le premier recensement exhaustif entrant dans le cadre du nouveau dispositif a été réalisé en 2006.

En 2022, la commune comptait 354 habitants, en évolution de −0,56 % par rapport à 2016 (Drôme : +2,64 %, France hors Mayotte : +2,11 %).
| 1881 | 1886 | 1891 | 1896 | 1901 | 1906 | 1911 | 1921 | 1926 |
| ---- | ---- | ---- | ---- | ---- | ---- | ---- | ---- | ---- |
| 445  | 429  | 439  | 429  | 423  | 403  | 380  | 308  | 301  |

| 1931 | 1936 | 1946 | 1954 | 1962 | 1968 | 1975 | 1982 | 1990 |
| ---- | ---- | ---- | ---- | ---- | ---- | ---- | ---- | ---- |
| 300  | 301  | 300  | 269  | 263  | 213  | 188  | 175  | 156  |

| 1999 | 2006 | 2011 | 2016 | 2021 | 2022 | - | - | - |
| ---- | ---- | ---- | ---- | ---- | ---- | - | - | - |
| 189  | 239  | 346  | 356  | 359  | 354  | - | - | - |

### Enseignement
La commune relève de l'académie de Grenoble et dispose d'une école élémentaire publique[réf. nécessaire].

### Manifestations culturelles et festivités
- Fête communale : le quatrième dimanche de juin[2].

### Sports
La commune propose un terrain de football et de Basketball en libre accès. Il est situé à côté de la place du village[réf. nécessaire].

### Médias
La population de la commune se situe dans l'aire de diffusion de plusieurs médias :
- Presse écrite
  - Le Dauphiné libéré, quotidien régional qui consacre, chaque jour, y compris le dimanche, dans son édition de « Romans et Drôme des collines » un ou plusieurs articles à l'actualité du canton et de la commune, ainsi que des informations sur les éventuelles manifestations locales, les travaux routiers, et autres événements divers à caractère local.
  - L'Agriculture Drômoise, journal d'informations agricoles et rurales, couvre l'ensemble du département de la Drôme.
  - Drôme Hebdo (ancien Peuple Libre), hebdomadaire chrétien d'informations.
- Presse audio-visuelle
  - Ici Drôme Ardèche est une radio publique diffusée sur son territoire.

## Économie

### Agriculture
En 1992 : céréales, pâturages (bovins, caprins).

### Industrie
La commune bénéficie de subventions pour être un site de stockage souterrain de gaz naturel exploité par Storengy, filiale d'Engie : les quatorze cavités de 160 000 m3 en moyenne, soit au total 2,24 millions de m3 permettent de stocker, sous pression (de 80 à 245 bar), 420 millions de m3 (conditions normales) de gaz naturel. Ces cavités salines ont donné, lors de leur formation par dissolution du sel, 6 millions de tonnes de sel livré à Rhône-Poulenc (devenu Rhodia), société productrice de chlore, à cette époque. Le creusement a été effectué entre 1969 et 1984[réf. nécessaire].

### Tourisme
- L'hébergement est assuré par des chambres d'hôtes et des gîtes[réf. nécessaire].

## Culture locale et patrimoine

### Traditions
La procession de Neuf lieues, une procession giratoire de 52 km dédiée à saint Maximin de Trèves qui se déroule chaque année le lundi de Pentecôte au tour de la commune de Magnac-Laval passe pour partie sur le territoire communal.

### Lieux et monuments
- Église Saint-Romain de Tersanne, perchée : abside semi-circulaire[2].
- Maisons à appareil de galets[2].
- Fontaine[2].

### Héraldique, logotype et devise
|  | Tersanne possède des armoiries dont l'origine et le blasonnement exact ne sont pas disponibles. |